# Mor ho!
Mor ho! je romantická báseň Sama Chalupky. Prvně vyšla roku 1864  v časopise Sokol, knižně pak v autorově básnické sbírce Spevy z roku 1868. Spojuje folklórní inspiraci s patetickým historismem a vyjadřuje odhodlání získat národní svobodu.

## Obsah
Římský císař („car“) si rozložil tábor v Panonii u hranic se slovenským (slovanským) územím. „Slovenský rod“ k císaři posílá domácí posly – junáky. Tito mu nabízejí chléb, sůl a mírové poselství od rady starších. Varují ho, aby se nesnažil podmanit si Slovany (neboť Slovanům se prý vždy podařilo osvobodit se z nadvlády), a informují ho, že Slované jsou pohostinní, ale pokud je třeba, umí i chrabře bojovat a snadno se nevzdají. Císař nabídku na mír odmítá a odpovídá, že si Slovany přišel podmanit (zotročit). Slovenští junáci se nato na císaře s meči v rukou vrhnou s výkřikem „Mor ho!“. V boji proti přesile junáci umírají s pocitem morálního vítězství. Císař si nato prohlíží bitevní pole a stydí se z porážky junáků radovat, neboť vidí, že na zemi leží více mrtvých jeho vojáků než junáků.

## Charakteristika
Báseň romantickým způsobem vyjadřuje ducha demokratičnosti a hlubokého vlastenectví lidu. Ve středu pozornosti jsou dvě protikladné ideje a dva světy: Jednak touha po míru, svobodě a rovnoprávnosti, krásná vlast s hrdými obyvateli a jednak násilí, zotročování a výbojnost. Slováci padají za vznešené ideály a jsou morálními vítězi, Římané naopak zůstávají s hanbou otrokáře.
Na zvýraznění demokratického ducha básně Chalupka zvolil přístupnou formu ovlivněnou lidovou slovesností, lidový jazyk a sylabický verš.

## Motivace básně
Motivem k napsání básně byla Šafaříkova kniha Dějiny slovanské řeči a literatury z roku 1826, v níž Šafařík píše o ozbrojeném boji „Lemiaků“ (tj. sarmatského kmene Limigantů), které Chalupka považuje za slovanské kmeny, proti římskému císaři Konstantinu II., který vtrhl do Panonie v roce 358. 
Autor se ke své básni v časopise Sokol v roce 1864 vyjádřil následovně: Pravú ale príčinu cisárovej zloby proti Slovenom vidím ja v slovenskej slobodomyseľnosti. Čože mohlo Rímu, všetky národy zotročujúcemu, byť nebezpečnejšie a tak aj nenávidenejšie ako zásada obecnej slobody a rovnoprávnosti, ktorú tej doby, okrem Slovenstva, u žiadneho národa nenalézame. Slovenia zbrojou dobyli si slobody a vyhnali si svojich pánov. Ten príklad mohol nakaziť aj iné, najmä slovanské národy, po okolných krajinách Rímu poddané. Preto žiadal cisár od pokojných Slovenov, čo nežiadal ani od lúpežných Kvádov a Jasov, aby ďaleko odsťahovali sa od pomedzia rímskeho.

## Česká vydání
- Mor ho!, in Zpěvy, Praha: Státní nakladatelství krásné literatury a umění 1962, přeložil Jiří Valja.